# Teuthraustes carmelinae
Espèce
Teuthraustes carmelinae est une espèce de scorpions de la famille des Chactidae.

## Distribution
Cette espèce est endémique de l'État d'Amazonas au Venezuela. Elle se rencontre vers le río Ugueto.

## Publication originale
- Scorza, 1954 : Expedicion Franco-Venezolana del Alto Orinoco. Publicaciones zoologicas. Escorpiones del Alto Orinoco. Boletin de la Sociedad Venezolana de Ciencias Naturales, vol. 15, no 82, p. 163-175.